# Cancrocaeca xenomorpha
Cancrocaeca xenomorpha is een krabbensoort uit de familie van de Hymenosomatidae. De wetenschappelijke naam van de soort is voor het eerst geldig gepubliceerd in 1991 door Ng.